# 425 î.Hr.

## Decese
- Herodot din Halicarnas, istoric grec, considerat părintele disciplinei istoriei (n.c. 484 î.Hr.)

## Legături externe
Materiale media legate de 425 î.Hr. la Wikimedia Commons